# Vales (Valpaços)
Vales es una freguesia portuguesa del concelho de Valpaços, con 22,26 km² de superficie y 337 habitantes (2001). Su densidad de población es de 15,1 hab/km².